# Sarre (Societat de Nacions)
El Territori de la Conca del Sarre (en francès: Le Territoire du Bassin de la Sarre, en alemany: Saarbeckengebiet), també conegut com a Saar o Saargebiet, va ser un territori administrat per la Societat de Nacions després del Tractat de Versalles, durant quinze anys, entre 1920 i 1935. En 1933 tenia 812.000 habitants, i la seva capital era Saarbrücken. Aquest territori correspon a l'actual estat federat alemany de Saarland, encara que és una mica menor en grandària. Després d'un plebiscit realitzat el 1935, va ser reincorporat a Alemanya.

## Comissió de Govern
D'acord amb el Tractat de Versalles, la zona altament industrialitzada de Sarre seria administrat per la Societat de Nacions per un període de 15 anys, i les seves mines de carbó van ser cedides a França. La Comissió de Govern, que representava a la Societat de Nacions, tenia cinc membres i havia d'incloure, com a mínim, a un francès i un natiu del Sarre. Al final d'aquest temps se celebraria un plebiscit per determinar el futur estatus del Sarre. Comprenia porcions de la província del Rin de Prússia i del Palatinat de Baviera. Va tenir la seva pròpia moneda, el Franc Sarrès, i els seus propis segells postals durant aquest període.

### Presidents de la Comissió
El control de la Societat de Nacions sobre la regió va ser representada pels següents presidents del govern:
- Victor Rault, França (26 febrer de 1920 - 18 març de 1926)
- George Washington Stephens, Canadà (18 març de 1926 - 8 de juny de 1927)
- Sir Ernest Colville Collins Wilton, Regne Unit (8 de juny de 1927 - 1 d'abril de 1932)
- Sir Geoffrey George Knox, Regne Unit (1 d'abril de 1932 - 1 març de 1935)

## Plebiscit
El 1933, un considerable nombre d'opositors polítics al nazisme van fugir cap a Sarre, ja que era l'única part d'Alemanya fora del control del Tercer Reich. Com a resultat, els grups anti-nazi van promoure fortament la causa que Sarre romangués sota control de la Societat de Nacions mentre Adolf Hitler governés Alemanya. No obstant això, ressentiments històrics contra França van romandre vigents, amb molt pocs simpatitzant amb el país. Quan es va complir el termini de 15 anys, es va fer un referèndum al territori el 13 gener de 1935, amb una participació del 98%. El resultat va ser una gran majoria de 90,73% a favor de la unió amb Alemanya, el 8,86% volia mantenir l'statu quo i una minoria del 0,40% desitjava unir-se a França.

## Govern nazi

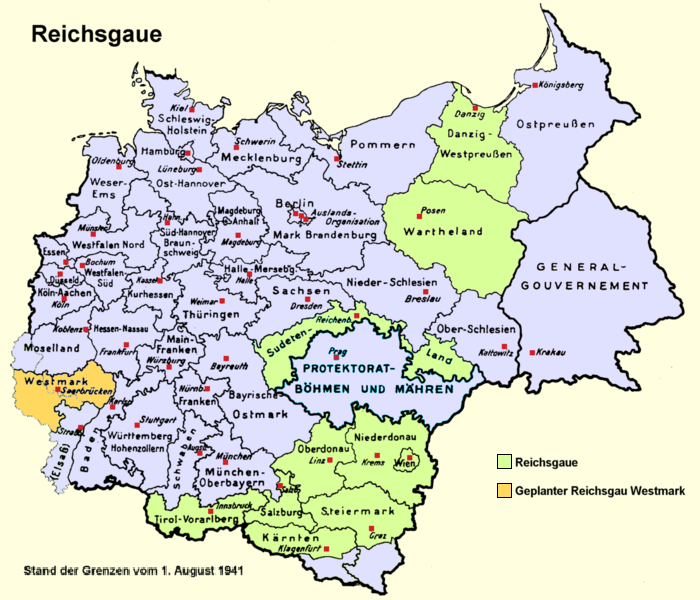
Alemanya el 1941. El reichsgau de Westmark, en la seva màxima extensió, es mostra en groc.

El 17 de gener de 1935, la reunió del territori amb Alemanya va ser aprovada pel Consell de la Societat de Nacions. L'Alemanya Nazi va prendre el control de la regió i va assignar Josef Bürckel com a Reichskommissar für die Rückgliederung des Saarlandes, "Comissionat Nacional per a la reunió del Saarland". Quan es va considerar que la reincorporació s'havia completat, el títol del governador va ser canviat de nou a Reichskommissar für des Saarland, "Comissionat Nacional per al Saarland" el 17 de juny de 1936. Atès que el nou Gau va ser estès fins al Rin, incloent-hi l'històric Palatinat, el nom de la regió va ser modificat de nou el 8 d'abril de 1940 a Saarpfalz, "Sarre-Palatinat". Després de la batalla de França, el reannexionat departament francès de Mosel·la va ser incorporat al Reichsgau. El nom de la regió es va fixar l'11 de març de 1941 com a Westmark, "Marca Occidental", amb el seu governador anomenat Reichsstatthalter in der Westmark, "Administrador Nacional de la Marca Occidental". El 28 de setembre de 1944 Josef Bürckel es va suïcidar, i va ser seguit per Willi Stöhr, també un nazi, fins al 21 de març de 1945.